# بقايا عذراء (فلم)
بقايا عذراء هو فيلم مصري عرض عام 1962، بطولة مريم فخر الدين وشكري سرحان وزكي رستم، ومن إخراج حسام الدين مصطفى.

## قصة الفيلم
محمود صحفي ناجح يحب المدرسة نبيلة، يسافر محمود في مهمة صحفية كمراسل حربي وعندما يعود يفاجأ بنبيلة وقد تزوجت من عبد الفتاح باشا فكري السياسي العجوز. يقود محمود حملة صحفية ضد الوزارة تنتهي به إلى السجن. يترافع عبد الفتاح بإيعاز من زوجته نبيلة عن محمود، تبرئه المحكمة، تبدأ صداقة جديدة بين محمود وعبد الفتاح. يغتال عبد الفتاح ويتهم محمود بقتله، تستطيع راقصة أن تثبت براءت ، ترفض نبيلة أن تتزوج محمود رغم حبها الشديد له لأنها تفضل أن تعيش على ذكرى زوجها الراحل.

## طاقم التمثيل
- مريم فخر الدين: (نبيلة)
- شكري سرحان: (محمود)
- زكي رستم: (عبد الفتاح باشا فكري)
- فؤاد المهندس: (عباس)
- سلوى محمود: (كوثر)
- ماجدة الخطيب: (هدى)
- نادية عزت: (الراقصة زيزي)
- فؤاد راتب: (سفرجي الكازينو)
- أنور محمد
- فايق بهجت: (بكر - خادم محمود)
- عباس رحمي
- خيري القليوبي
- محمد طه: (مغني)
- عبد المنعم سعودي: (القاضي)
- صالح الإسكندراني: (فراش الجريدة)

## فريق العمل
- إخراج: حسام الدين مصطفى
- قصة: إسماعيل الحبروك
- سيناريو وحوار: يوسف السباعي
- مدير التصوير: مصطفى حسن
- مونتاج: عطية عبده
- موسيقى تصويرية: يوسف شوقي
- إنتاج: ماجد فيلم (حسن موافي)
- توزيع: أفلام الشرق الأوسط (وجدي عنايت)